# Sassir
Sassir (rus: Сасыр; iacut: Сааһыр) és un poble de la República de Sakhà, a Rússia, que el 2018 tenia 666 habitants. És la localitat més propera al Parc Natural del Moma.